# Aerosvit

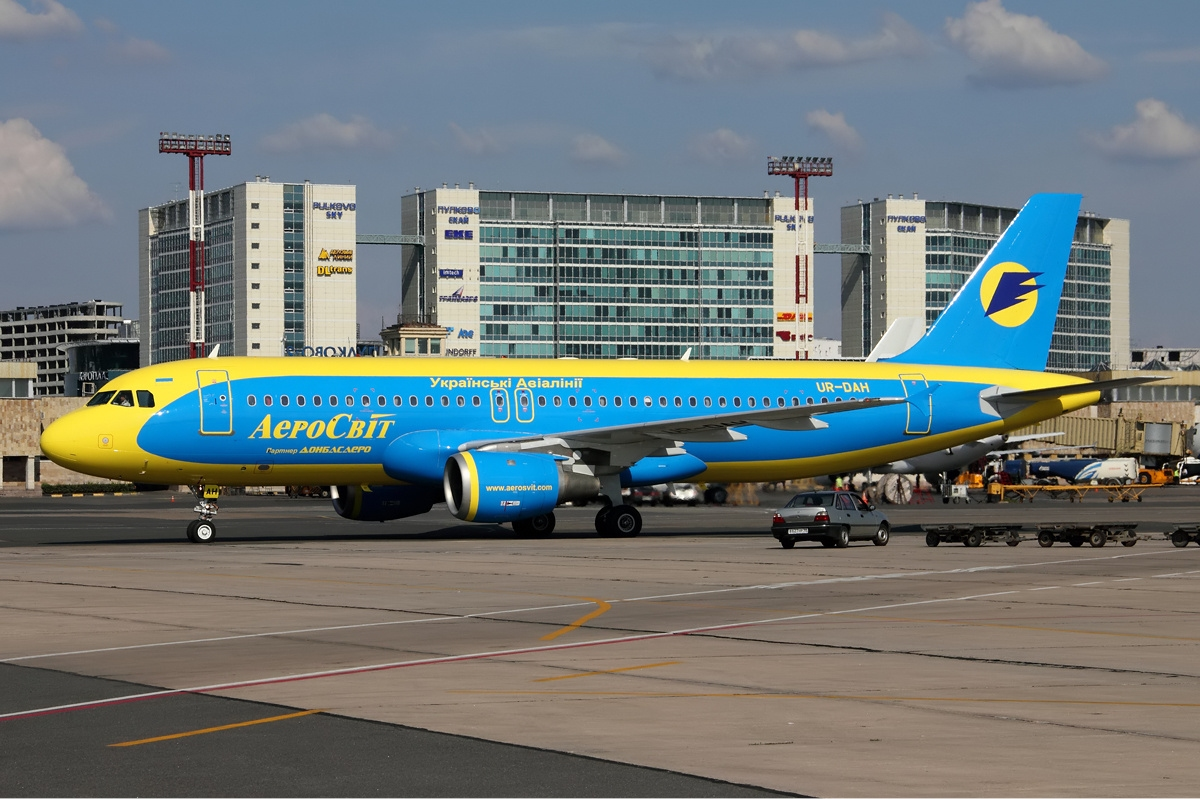
Airbus A320 w obecnych barwach przewoźnika

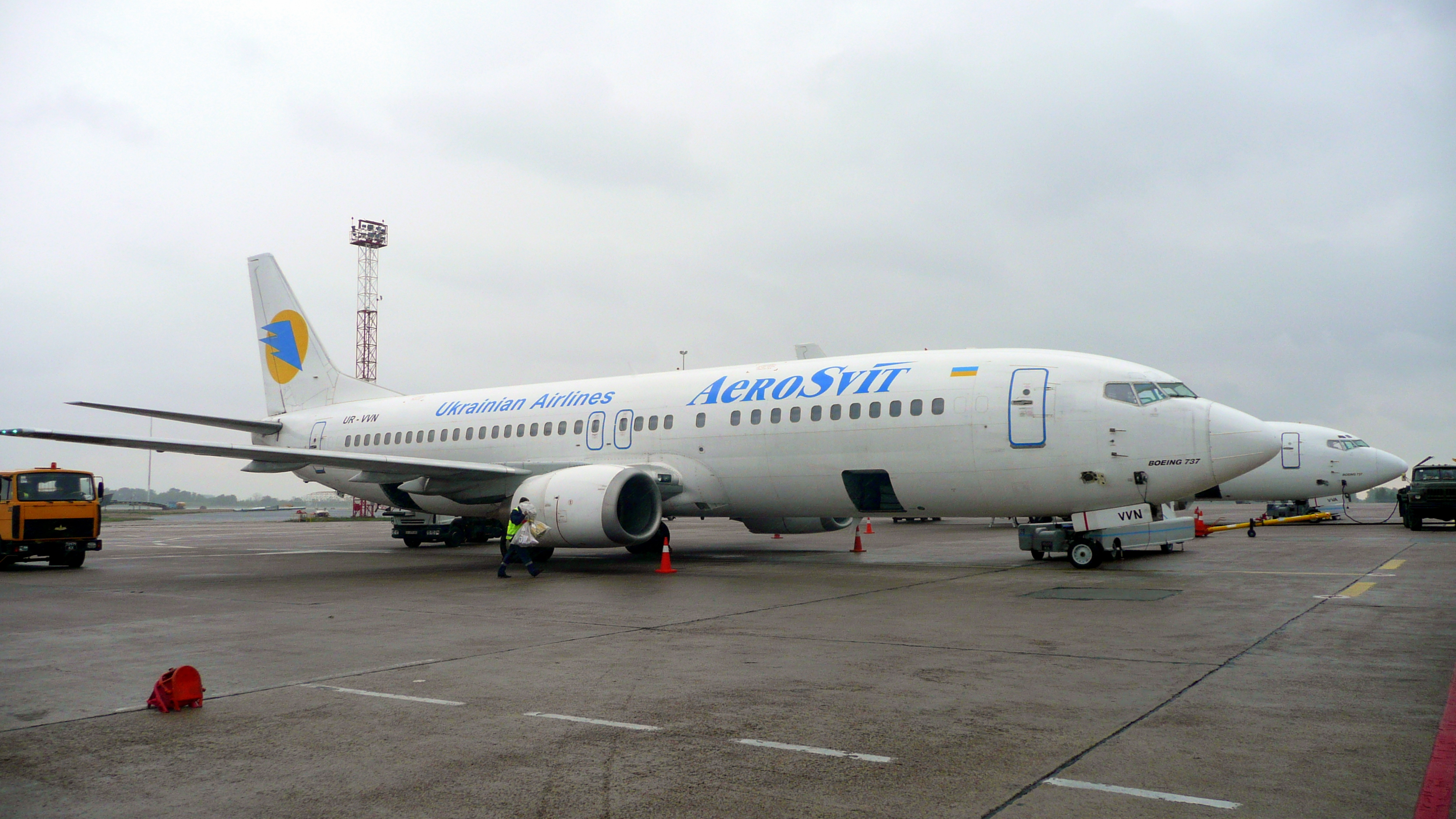
Boeing 737 w porcie lotniczym Kijów-Boryspol

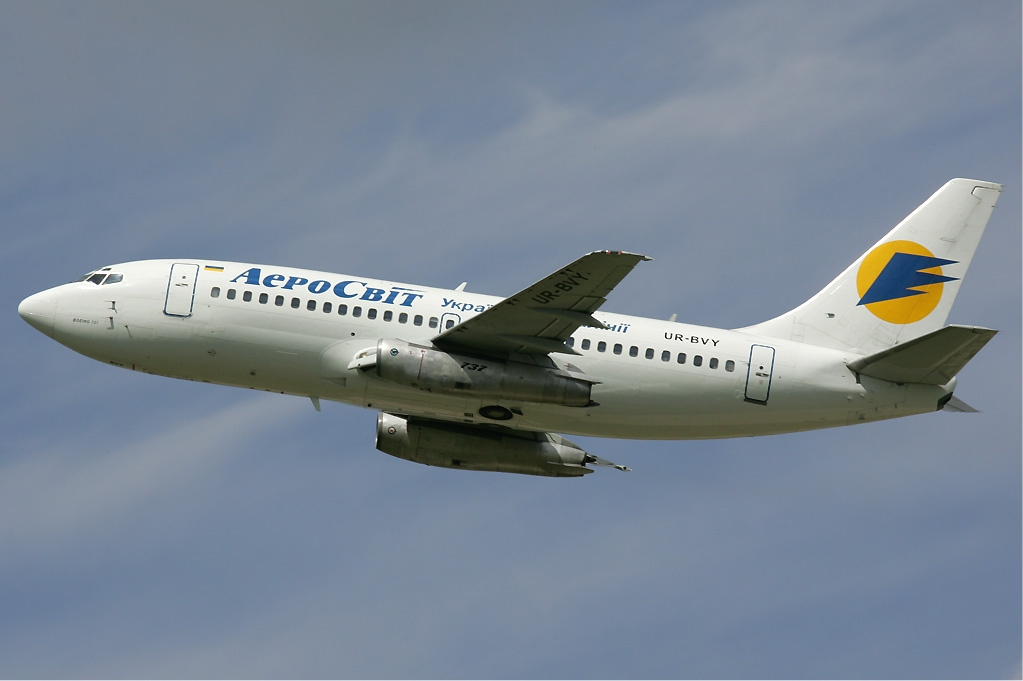
Boeing 737-200 w barwach Aerosvitu, obecnie wycofany

CJSC Kompania lotnicza Aerosvit – (ukr.) ЗАТ «авіакомпанія «Аеросвіт», działające jako Aerosvit-Ukrainian Airlines (ukr.) АероСвіт-Українські авіалінії – nieistniejące już linie lotnicze powstałe 25 marca 1994 na Ukrainie, z siedzibą w Kijowie. Jej biuro oraz główna baza operacyjna znajdowała się na lotnisku Kijów-Boryspol.
Linia złożyła wniosek o ogłoszenie upadłości w dniu 3 stycznia 2013 roku.
Aerosvit oferował najwięcej połączeń lotniczych z Ukrainy, oprócz wielu rejsów europejskich Aerosvit latał również do Pekinu, Bangkoku, Delhi, Kolombo, Toronto i do Nowego Jorku. Linie Aerosvit były pełnoprawnym członkiem IATA.

## Historia
Linie powstały 25 marca 1994, natomiast pierwsze połączenie na trasie Kijów – Moskwa zostało uruchomione miesiąc później za pomocą Boeinga 737-200. Następne połączenia z Kijowa otwarto do:
- Tel Awiwu
- Odessy
- Salonik
- Aten
- Larnaki

połączenia obsługiwane były w kooperacji z Air Ukraine. W 1995 z Kijowa linie otwierają nowe kierunki do:
- Ałmaty
- Aszchabadu
- Rygi

W 1996 linia kontynuowała rozwój swojej siatki połączeń, Kijów zyskał nowe połączenia do:
- Jekaterynburga
- Charkowa
- Lwowa
- Symferopolu

W tym samym roku Aerosvit przystąpił do stowarzyszenia IATA. W 1997 do linii trafił kolejny Boeing 737-200. W 1998 linie znowu zwiększyły liczbę połączeń obsługiwanych z Kijowa. W 1999 do floty dołączył trzeci Boeing 737-200, i linia uruchomiła nowe loty do Budapesztu, Sofii i Stambułu. Nastąpiła również zmiana loga oraz nazwy na Aerosvit. W 2000 do floty dołączyły dwa egzemplarze Boeingów 737-300, i dzięki temu Aerosvit zwiększył liczbę połączeń z Kijowa. Kolejnymi miastami w ofercie przewoźnika były Warszawa i Praga. W 2002 flota Aerosvit poszerzyła się o kolejny typ statku powietrznego, trzy sztuki Boeingów 737 w wersji 500. Również w roku 2002 Aerosvit pozyskał pierwszy samolot dalekiego zasięgu typu Boeing 767-300ER, który został skierowany do obsługi połączenia Kijów – Bangkok.
W roku 2003 następuje dalsze rozszerzenie siatki połączeń i zostają uruchomione połączenia do Nowego Jorku, Toronto oraz do Delhi. Również w tym roku Aerosvit obsługuje swojego dwumilionowego.
W roku 2004 zwiększono liczbę rejsów tygodniowo do Bangkoku, a do floty dołączył kolejny Boeing 737-300. Uruchomione zostały połączenia do Pekinu, Petersburga, Baku, Kairu i Kiszyniowa, a Aerosvit został oficjalnym przewoźnikiem kadry ukraińskiej na Letnie Igrzyska Olimpijskie w Atenach.
W 2005 Aerosvit podpisał umowę code-share z liniami Azerbaijan Airlines, które obowiązywała na trasie z Kijowa do Baku. Zostały również uruchomione loty do Hamburga.
W roku 2006 otwarte zostało bezpośrednie połączenie z Doniecka do Tel Awiwu oraz została podpisana umowa code-share z liniami FlyLAL na trasie Kijów – Wilno a linie obsłużyły swojego 6-milionowego pasażera, będąc już 12 lat na rynku.
W 2007 Aerosvit wraz z liniami DonbassAero wszedł w sojusz strategiczny, a do floty Aerosvitu dołączył trzeci Boeing 767-300ER oraz dwa Boeing 737-300. Zostały zapoczątkowane loty code-share z Kijowa do Mińska z liniami Belavia. W tym samym roku Aerosvit zaczął sprzedawać bilety za pomocą swojej strony internetowej oraz złożono zamówienie na 12 samolotów typu Boeing 737-800, które miały zostać dostarczone w 2012.
W 2008 roku zostały otwarte kolejne połączenia, m.in. z Kijowa do Tbilisi, a Aerosvit został oficjalnym sponsorem i przewoźnikiem reprezentacji Ukrainy na Letnich Igrzyskach Olimpijskich w 2008 roku w Pekinie. W związku z tym niektóre samoloty (w tym wszystkie Boeingi 767) latające na trasach Kijów – Pekin i Kijów – Szanghaj miały namalowane specjalne logo. Podobnie planowano postąpić w wypadku Zimowych Igrzysk Olimpijskich w 2010 roku w Vancouver, jednak zrezygnowano z tej koncepcji w późniejszym terminie.
W 2009 roku do Aerosvitu trafił pierwszy nowy samolot ukraiński typu An-148, który miał obsługiwać połączenia regularne, oraz zostało uruchomione kolejne nowe połączenie z Kijowa do Astany.
W 2010 linie Aerosvit uruchomiły wiele nowych połączeń z Ukrainy do miast europejskich. Zarząd linii złożył zamówienie na 4 samoloty Boeing 737-900ER, natomiast do sojuszu strategicznego dołączyła ukraińska linia Dniproavia oraz Wind Rose Aviation. Flotę zasiliły używane Boeingi 767-300ER.

### Zadłużenie finansowe
3 stycznia 2013 roku linia złożyła do sądu w Kijowie wniosek o upadłość. Zadłużenie przewoźnika ocenia się na ok. 1,6 mld zł. Rozpatrzenie sprawy o upadłości Aerosvitu rozpocznie się 23 stycznia 2013 r.
W dniu 7 stycznia 2013 r. samolot Boeing 737 linii Aerosvit został zatrzymany na Lotnisku Chopina w Warszawie w związku z nieuiszczonymi opłatami nawigacyjnymi dla Polskiej Agencji Żeglugi Powietrznej.

## Obsługa

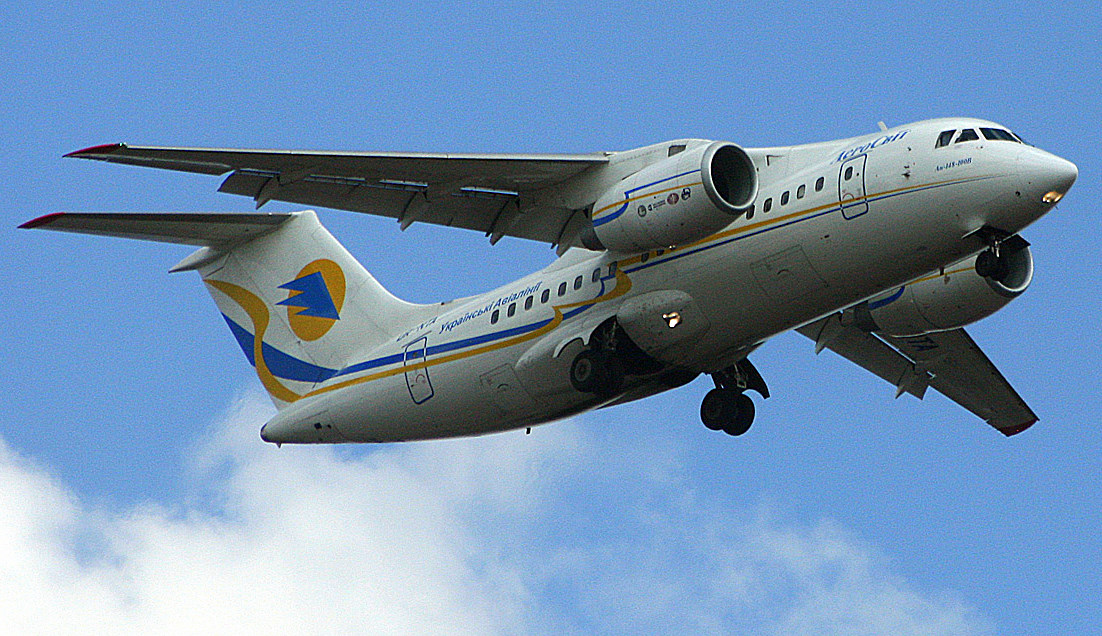
Samolot linii Aerosvit Antonow An-148 lądujący w porcie lotniczym Wilno na Litwie, 2010 rok.

W samolotach Aerosvit na wszystkich lotach międzynarodowych był podział na dwie klasy: Business i Economy.
W klasie Business pasażerowie mieli (w większości przypadków) do wyboru menu, w którym były do wyboru trzy lub cztery warianty każdego rodzaju posiłku: pierwszego dania, drugiego dania, deseru oraz napoju. W klasie Economy pasażerowie mieli do wyboru dwa rodzaje posiłków. Linie lotnicze (w przeciwieństwie do wielu innych) oferowały posiłki w cenie biletu, bez konieczności specjalnej dopłaty za nie. W wypadku długich lotów dania były serwowane dwa razy, z przekąską pomiędzy nimi. Dodatkowo w klasie Business na długich lotach oferowane było osobiste menu audio/wideo.
Na wszystkich lotach międzynarodowych w samolotach Aerosvit prowadził sprzedaż wolnocłową.

## Połączenia

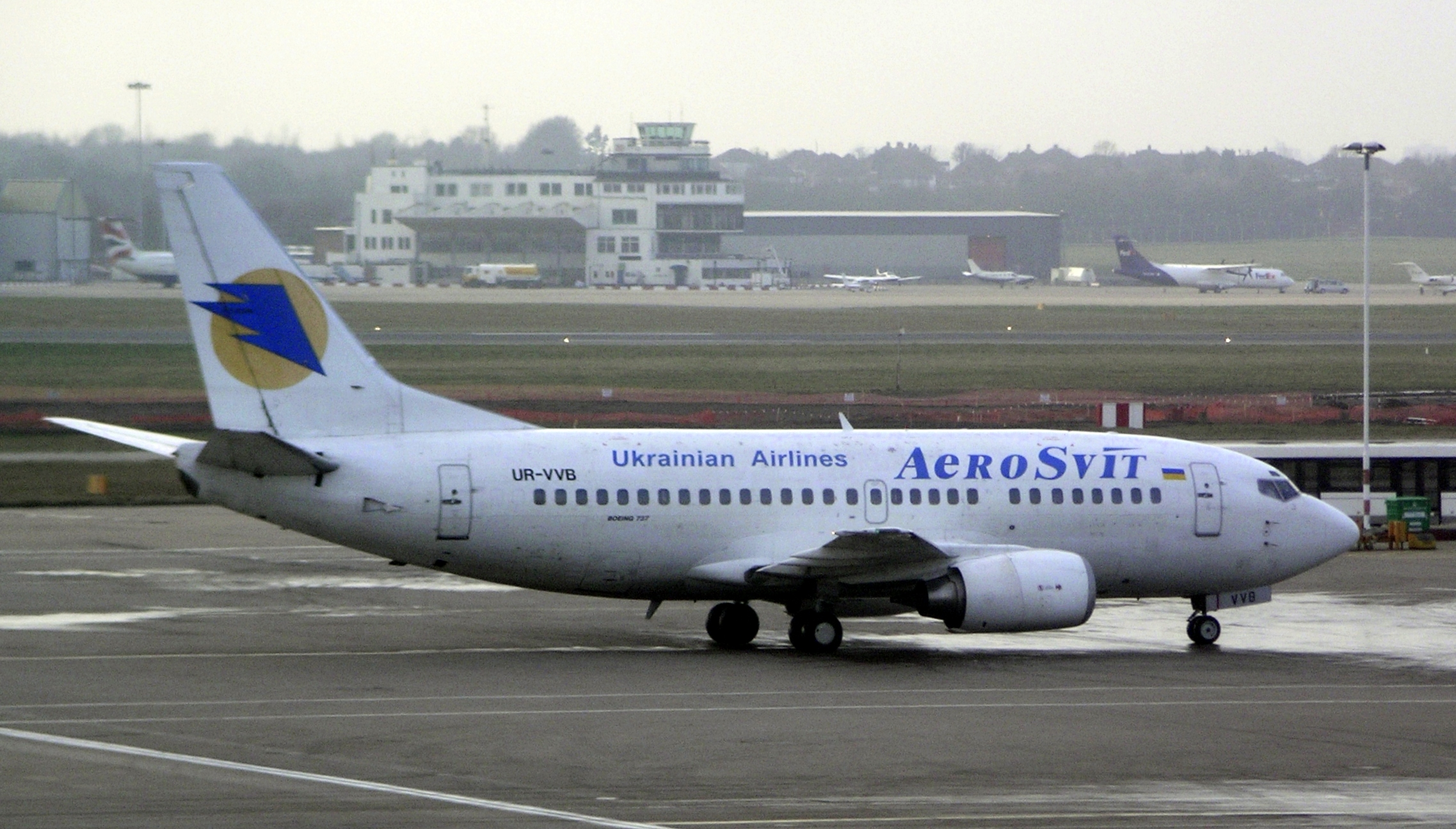
Samolot Aerosvit Boeing 737-500 w porcie lotniczym Birmingham w Anglii, 2006 rok.

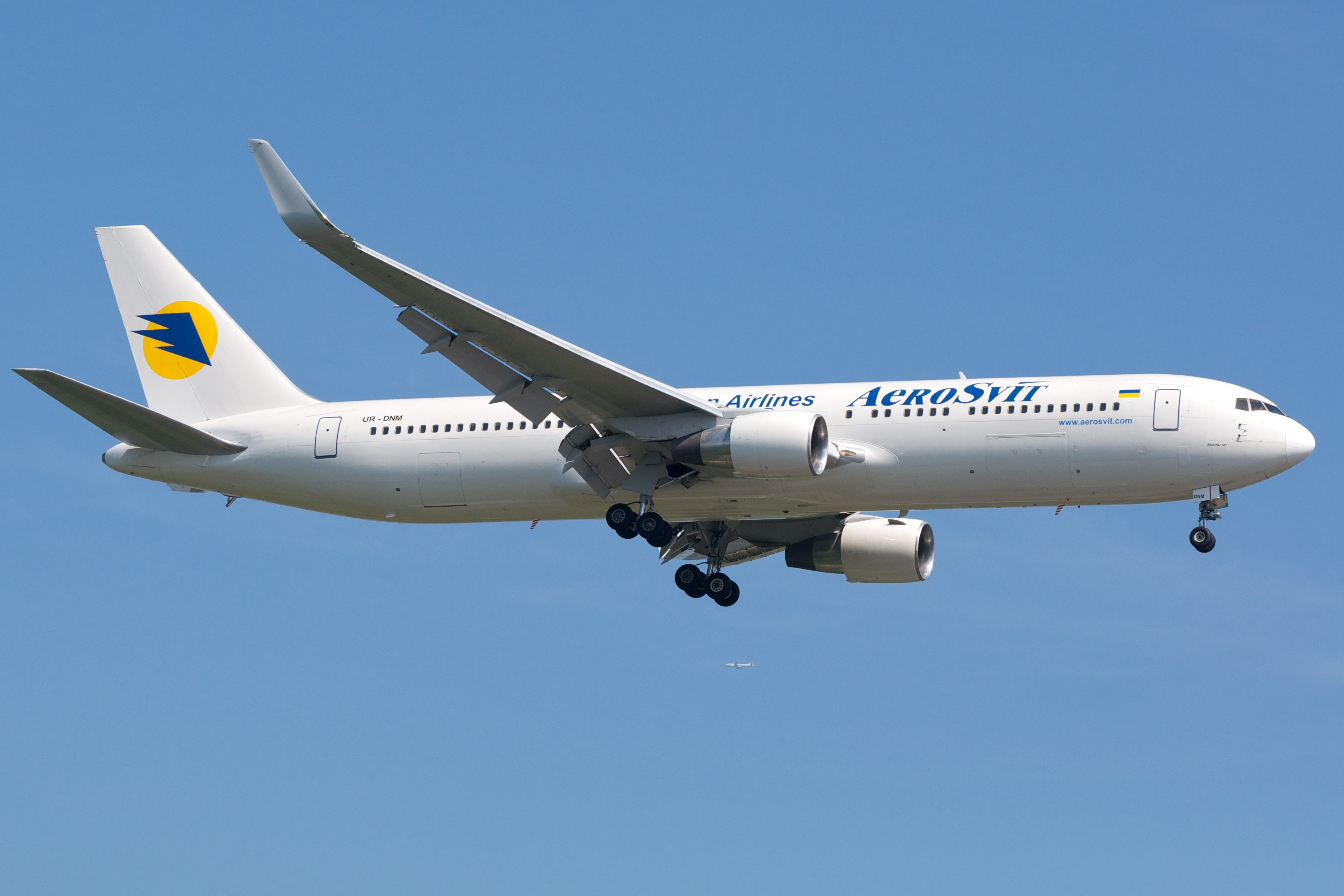
Boeing 767-300 w starych barwach Aerosvitu

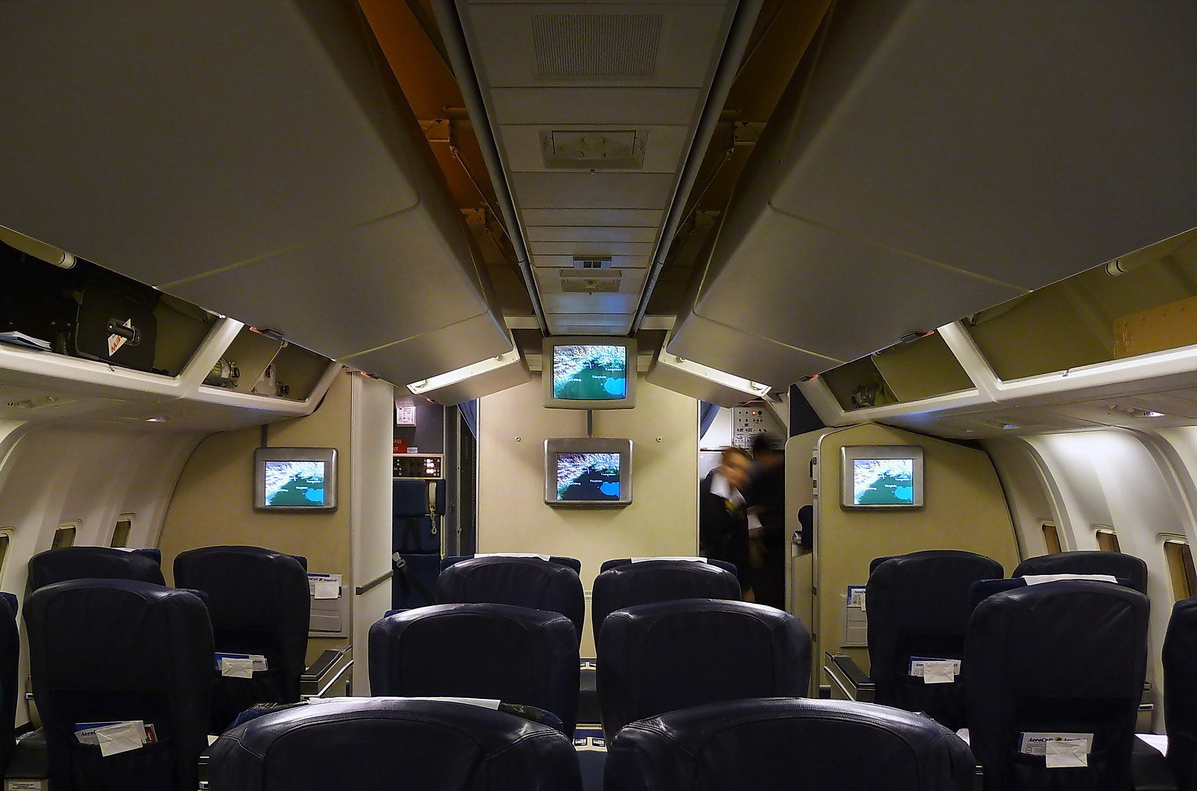
Klasa business Boeinga 767-300

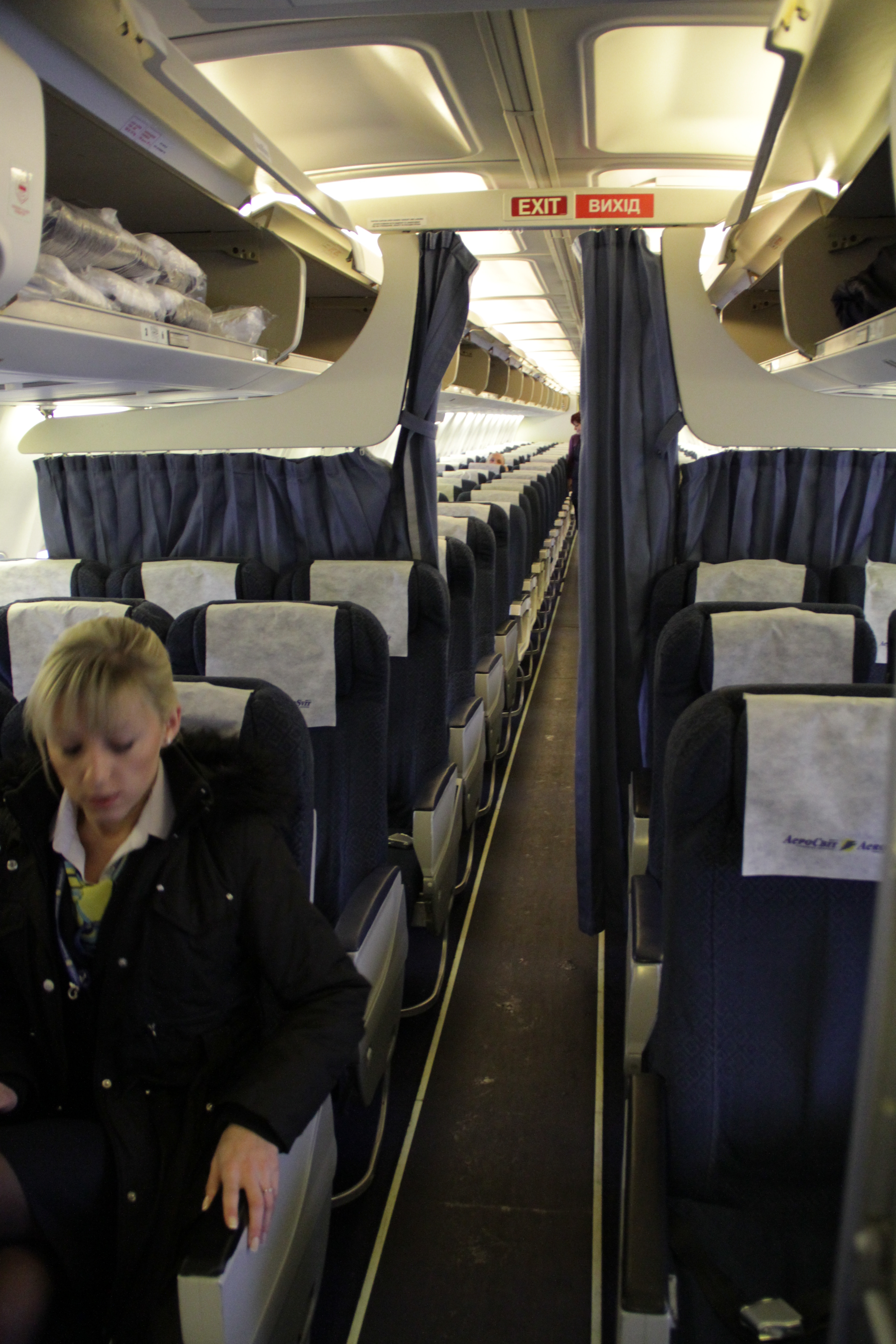
kabina Boeinga 737-400

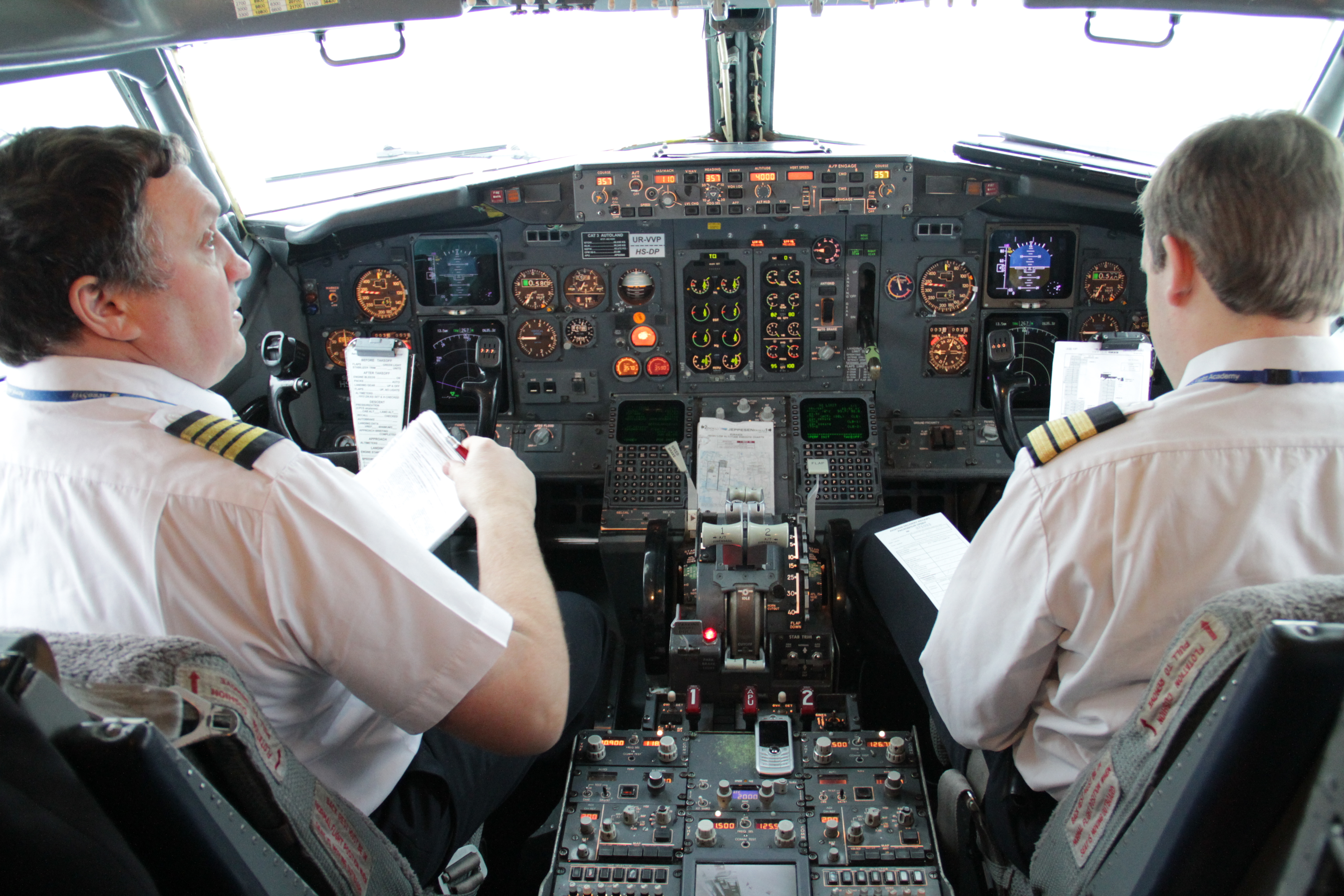
kokpit Boeinga 737-400 w barwach Aerosvitu

### Ameryka Północna
- Kanada
  - Toronto (Port lotniczy Toronto-Lester B. Pearson)
- Stany Zjednoczone
  - Nowy Jork (Port lotniczy Nowy Jork-JFK)

### Azja
- Armenia
  - Erywań (Port lotniczy Erywań)
- Azerbejdżan
  - Baku (Port lotniczy Baku)
- Cypr
  - Larnaka (Port lotniczy Larnaka)
- Chiny
  - Hongkong (Port lotniczy Hongkong)
  - Pekin (Port lotniczy Pekin)
- Gruzja
  - Tbilisi (Port lotniczy Tbilisi)
  - Batumi (Port lotniczy Batumi)
- Indie
  - Delhi (Port lotniczy Indira Gandhi)
- Izrael
  - Tel Awiw (Port lotniczy Ben Guriona)
- Kazachstan
  - Aktau (Port lotniczy Aktau)
  - Astana (Port lotniczy Nur-Sułtan)
  - Ałmaty (Port lotniczy Ałmaty)
  - Kustanaj (Port lotniczy Kustanaj)
- Kirgistan
  - Biszkek (Port lotniczy Biszkek)
- Sri Lanka
  - Kolombo (Port lotniczy Kolombo)
- Tajlandia
  - Bangkok (Port lotniczy Bangkok-Suvarnabhumi)
- Zjednoczone Emiraty Arabskie
  - Dubaj (Port lotniczy Dubaj)
- Uzbekistan
  - Samarkanda (Port lotniczy Samarkanda)
  - Taszkent (Port lotniczy Taszkent)
- Wietnam
  - Ho Chi Minh (Port lotniczy Tân Sơn Nhất) (od 06.01.2012)

### Europa
- Białoruś
  - Mińsk (Port lotniczy Mińsk)
- Bułgaria
  - Sofia (Port lotniczy Sofia)
- Czechy
  - Praga (Port lotniczy Praga-Ruzyně)
- Dania
  - Kopenhaga (Port lotniczy Kopenhaga-Kastrup)
- Grecja
  - Ateny (Port lotniczy Ateny)
  - Saloniki (Port lotniczy Saloniki-Makedonia)
- Litwa
  - Wilno (Port lotniczy Wilno)
- Mołdawia
  - Kiszyniów (Port lotniczy Kiszyniów)
- Niemcy
  - Berlin (Port lotniczy Berlin-Tegel)
  - Hamburg (Port lotniczy Hamburg)
- Polska
  - Warszawa (Port lotniczy Warszawa-Okęcie)
  - Kraków (Port lotniczy Kraków-Balice) (zawieszone na zimę)
- Rosja
  - Królewiec (Port lotniczy Kaliningrad)
  - Krasnodar (Port lotniczy Krasnodar)
  - Moskwa
    - (Port lotniczy Moskwa-Szeremietiewo)
    - (Port lotniczy Moskwa-Wnukowo)

  - Niżniewartowsk (Port lotniczy Niżniewartowsk)
  - Nowosybirsk (Port lotniczy Nowosybirsk-Tołmaczowo)
  - Petersburg (Port lotniczy Petersburg-Pułkowo)
  - Ufa (Port lotniczy Ufa)
- Rumunia
  - Bukareszt (Port lotniczy Bukareszt-Otopeni)
- Szwecja
  - Sztokholm (Port lotniczy Sztokholm-Arlanda)
- Ukraina
  - Dniepr (Port lotniczy Dniepr)
  - Donieck (Port lotniczy Donieck)
  - Charków (Port lotniczy Charków)
  - Iwano-Frankiwsk (Port lotniczy Iwano-Frankiwsk)
  - Kijów (Port lotniczy Kijów-Boryspol) Hub
  - Lwów (Port lotniczy Lwów)
  - Odessa (Port lotniczy Odessa)
- Węgry
  - Budapeszt (Port lotniczy Budapeszt)
- Wielka Brytania
  - Londyn (Port lotniczy Londyn-Gatwick)
- Włochy
- Neapol (Port lotniczy Neapol)

## Umowy Codeshare
Linie lotnicze Aerosvit oferują również rejsy w formule codeshare z następującymi liniami lotniczymi:

- Aerofłot (SkyTeam)
- Air Baltic
- Armavia
- Belavia
- Bulgaria Air
- Cimber Sterling
- CSA (SkyTeam)
- Dniproavia
- Donavia
- DonbassAero
- El Al
- Estonian Air
- Georgian Airways
- Hainan Airlines
- LOT (Star Alliance)
- Malev (Oneworld)
- PIA
- Rossiya Airlines
- Skyways
- Thai Airways (Star Alliance)
- Vietnam Airlines (SkyTeam)
- Wind Rose Aviation

## Flota
W dniu 10 lipca 2011 flota Aerosvit składała się następujących samolotów:
| Typ samolotu     | Posiadane | Zamówione | Opcjonalne | Liczba pasażerów | Liczba pasażerów | Liczba pasażerów | Uwagi                   |
| Typ samolotu     | Posiadane | Zamówione | Opcjonalne | Business class   | Economy class    | Łącznie          | Uwagi                   |
| ---------------- | --------- | --------- | ---------- | ---------------- | ---------------- | ---------------- | ----------------------- |
| Airbus A320-200  | 1         | 2         | 0          | 12               | 138              | 150              |                         |
| Antonov An-148   | 2         | 8         | 0          | 0                | 70               | 70               |                         |
| Boeing 737-300   | 2         | 0         | 0          | 12               | 118              | 130              |                         |
| Boeing 737-400   | 5         | 0         | 0          | 15               | 138              | 153              |                         |
| Boeing 737-500   | 3         | 0         | 0          | 10               | 96               | 106              | 2 wyposażone w winglety |
| Boeing 737-800   | 0         | 7         | 7          | bd.              | bd.              | bd.              | Dostawa w 2012          |
| Boeing 737-900ER | 0         | 4         | 0          | 20               | 165              | 185              |                         |
| Boeing 767-300ER | 9         | 10        | 0          | 24               | 207              | 231              | 4 wyposażone w winglety |
| Embraer 190      | 0         | 10        | 0          | bd.              | bd.              | bd.              |                         |
| Saab 340         | 1         | 0         | 0          | 0                | 33               | 33               | Obsługiwany dla Mars RK |
| Razem            | 23        | 41        | 7          |                  |                  |                  |                         |

## Katastrofy lotnicze i wypadki
- W grudniu 1997 roku lot AEW 241 linii Aerosvit, który obsługiwał Jak-42 rozbił się w okolicach Salonik, zginęli wówczas wszyscy spośród 70 osób na pokładzie – 62 pasażerów i 8 członków załogi.